# فربانيا (البوسنة)
فربانيا (Vrbanja) هو نهر في البوسنة والهرسك. يتدفق عبر سبيني(شيبراقة) وكوتور فاروس. يصب في نهر فرباس
في بانيا لوكا. منذ فترة طويلة هو 85 كم.